# Kicki Håkansson
Kicki Håkansson, właśc. Kerstin Margareta Håkansson (ur. 17 czerwca 1929 w Sztokholmie, zm. 4 listopada 2024 w Los Angeles) – szwedzka modelka, zwyciężczyni pierwszego konkursu Miss World, który odbył się w 1951 roku.